# Мезотелиома
Мезотелиома — тип рака, который развивается из тонкого слоя ткани, выстилающего многие внутренние органы (известного как мезотелий). Наиболее часто поражается выстилающая оболочка легких и грудной стенки. Менее часто может поражаться выстилающая оболочка живота и, ещё реже, оболочка, окружающая сердце, или оболочка, окружающая яичко. Признаки и симптомы мезотелиомы могут включать одышку из-за скопления жидкости вокруг легких, увеличение живота, боль в грудной клетке, кашель, ощущение усталости и потерю веса. Эти симптомы обычно проявляются медленно.
Более 80 % случаев мезотелиомы вызваны воздействием асбеста. Чем продолжительнее воздействие, тем выше риск развития опухоли. К 2013 году около 125 миллионов человек во всём мире подвергались воздействию асбеста на работе. Высокие уровни заболеваемости наблюдаются у людей, которые добывают асбест, производят изделия из асбеста, работают с изделиями из асбеста, живут с рабочими, работающими с асбестом, или работают в зданиях, содержащих асбест. Мезотелиома обычно возникает спустя 40 лет после воздействия асбеста. Стирка одежды того, кто работал с асбестом, также увеличивает риск развития опухоли. К прочим факторам риска относятся генетические факторы и заражение вирусом SV40. Диагноз можно заподозрить на основании результатов рентгенографии грудной клетки и компьютерной томографии. Он подтверждается исследованием жидкости, выделяемой опухолью, либо её биопсией.
Меры профилактики сосредоточены на снижении воздействия асбеста. Лечение часто включает хирургическое вмешательство, лучевую терапию и химиотерапию. Процедура под названием плевродез с применением таких веществ, как тальк, вызывающих рубцевание листков плевры, может использоваться для предотвращения скопления жидкости вокруг легких. Химиотерапия часто включает препараты цисплатин и пеметрексед. В Соединённых Штатах выживаемость в течение 5 лет после установления диагноза составляет в среднем 8 % пациентов.
В 2015 году примерно у 60 800 человек была выявлена мезотелиома и 32 000 пациентов умерли. Уровни заболеваемости мезотелиомой различаются в разных регионах мира. Они выше в Австралии, Великобритании и ниже в Японии. В Соединённых Штатах, мезотелиома развивается примерно у 3000 человек в год. Она встречается чаще у мужчин, чем у женщин. Уровень заболеваемости увеличился с 1950-х годов. Диагноз обычно устанавливается после 65 лет, а большинство летальных исходов происходит в возрасте около 70 лет. Заболевание было редким до коммерческого использования асбеста.